# ヨハネス・ファン・デル・ワールス
ヨハネス・ディーデリク・ファン・デル・ワールス（Johannes Diderik van der Waals, 1837年11月23日 - 1923年3月8日）は、オランダの物理学者。分子の大きさと分子間力を考慮した気体の状態方程式を発見し、1910年にオランダ人として3人目のノーベル物理学賞を受賞した。
ヨハネス・ファン・デル・ワールスの業績の重要さは以下の点にある。
1. 彼の状態方程式は気体と液体を区別なく扱うことができた。これは気体と液体が連続であるということを示しており、全く新しい考え方であった。
2. 彼の状態方程式は多くの気体・液体に当てはまり、きわめて普遍性が高かった。
3. この普遍性により、当時液化されていなかった水素やヘリウムの状態方程式を予言することができ、低温物理学への道が拓かれた。

他に、この研究を発展させた混合気体の理論や、液体の表面張力に関する研究もある。

## 略歴と業績
- 1837年11月23日、オランダのライデンに生まれる。
  - ほとんど独学で科学知識を身に付け、学校の先生になった。
- 1862年からライデン大学で聴講。
  - ラテン語やギリシア語ができないため正規の試験を受ける資格がなかったが、1865年まで余暇を見つけてはここで勉強していた。
- 1864年、デヴェンターの中学校に赴任。のち、この町で中学校の校長になっている。
  - それからしばらくして法改正により古典学の試験を免除され、ライデン大学に入学。
- 1873年、『液体と気体の連続性について（On the Continuity of the Liquid and Gaseous States）』と題する博士論文を発表。
  - この中で、分子間力と分子自身の体積を考慮し気体と液体の両方を含む状態方程式を示す。
  - マクスウェルは、ネイチャーでこの論文を以下のように激賞している。
「ファン・デル・ワールスの名はまもなく分子科学の最先端に記されるであろう」
「この論文はオランダ語を勉強しようという気運を起こさせるであろう」
- 1876年、新設されたアムステルダム大学の物理学教授に任命される。
  - ファント・ホッフやド・フリースとともにこの大学の育成に努め、他からの招きを断って引退までとどまった。
- 1890年、ギブズの熱力学理論を分子系に用い、二成分系（混合気体）の理論を発表。
- 1893年、表面張力に関する論文を発表。
  - この論文による、「表面張力は{\displaystyle (T_{c}-T)^{\alpha }}に比例する」という式はファンデルワールスの式と呼ばれている。
- 1895年、熱力学ポテンシャルを運動論の立場から扱った論文を発表。
- 1910年、「液体及び気体の物理学的状態に関する研究」によりノーベル物理学賞受賞。
- 1923年3月9日、アムステルダムで死去。
- 1937年、アムステルダムでファン・デル・ワールス生誕百年を記念する国際会議が開かれる。

### 背景と影響
彼の研究の始まりは分子運動論から理想気体の法則を導いたクラウジウスの論文である。これに触発され、二酸化炭素の状態を詳しく調べて臨界温度を求めていたアンドリューズの実験（1869年）を分子論的に説明できないかと考えた。そして、理想気体の状態方程式に分子間の引力（ファンデルワールス力）と分子の大きさをそれぞれ表す二つの定数（ファンデルワールス定数と呼ばれる）を導入することで実験結果を上手く説明できることを発見した。
分子間力や分子の大きさは気体によって異なるため、当初彼の発見した状態方程式の定数は気体ごとに異なった値を持っていた。しかし彼はさらに研究を進め、温度・圧力・体積の尺度を変えるだけで多くの気体や液体の性質が同じ状態方程式であらわされるという法則を導き出した。この成果によって、デュワーの水素液化やカメルリング・オネスのヘリウム液化の方法が開発された。
この後､ファンデルワールスの状態方程式の誤差を埋めるべく、クラウジウスほか多くの物理学者によって様々な方程式が提案されているが、分子間力と分子の大きさを考慮するというファン・デル・ワールスの直感は今でもそのまま残っている。

## ファン・デル・ワールスの名がついた用語
- ファンデルワールス力
- ファンデルワールス結合
- ファンデルワールスの状態方程式
- ファンデルワールス半径